# 若望十八世
教宗若望十八世（拉丁語：Ioannes PP. XVIII；？—1009年）本名法薩諾（Fasano），於羅馬出生，1003年12月25日－1009年6月或7月出任教宗。

## 譯名列表
- 若望十八世：天主教香港教區禮儀委員會：禧年專頁 （页面存档备份，存于）、香港天主教教區檔案　歷任教宗、《大英簡明百科知識庫》2005年版、國立編譯舘作若望。
- 约翰十八世：《世界人名翻譯大辭典》1993年版作約翰。